# 155 î.Hr.

## Nașteri
- 7 iunie: Împăratul Wu din dinastia Han  (d. 87 î.Hr.)